# 狩久
狩久（かり きゅう、1922年2月10日 - 1977年10月12日）は日本の小説家。貝弓子の別名でも執筆した。

## 人物
本名は市橋久智。1922年 (大正11年) 2月10日東京都高輪出身。1946年 (昭和21年) に慶應義塾大学工学部電気学科を卒業したが、その年に結核を発病し1953年 (昭和28年) まで療養所で闘病生活を送った。
療養所生活中の1951年 (昭和26年)、推理小説雑誌『別冊宝石』の短編懸賞部門に『落石』と『氷山』を投稿、そのうちの『落石』が優秀5作の1つに残った。 両作品は同年12月に『別冊宝石』で発表された。1953年 (昭和28年) からは自宅療養に変わり、以後本格推理ものや官能サスペンスなど多数の作品を執筆した。感覚的な文体とサスペンス性に優れた作品を書き、特に作品内に作家狩久が登場する私小説的な手法が特徴的な作家だった。
この時期には、作家活動と同時に「関西鬼クラブ」(後のSRの会) の東京支部を主宰した他、梶龍雄や鮎川哲也らと親交を深め、同人雑誌『密室』に作品を発表した。
1958年 (昭和33年)、あまとりあ社から短編集『妖しい花粉』を刊行したが、その後外国映画のアテレコ台本の翻訳などテレビの仕事が忙しくなり
1962年 (昭和37年) までに約100本の短編を書いて一旦筆を折った。
その後は、PR映画・CM映画の企画・制作に従事していたが、1975年 (昭和50年) に小説の執筆を再開した。十数年ぶりに発表された作品は推理小説ではなくSF小説『追放』で、『幻影城』に公表された。翌1976年 (昭和51年) には初の長編作品である官能的な小説『不必要な犯罪』を刊行するなどしたが、その後間もない1977年 (昭和52年) 10月12日、肺癌により死去した。享年55歳。亡くなるまでに第2長編の『裸舞＆裸婦奇譚』を書き上げたが、長きにわたって未刊行だった。
泡坂妻夫によると、泡坂の非常にトリッキーな中編小説『生者と死者 酩探偵ヨギ ガンジーの透視術』のアイディアは狩久が最晩年になって思いついたものだったという。きっかけは雑誌『幻影城』の編集長だった島崎博が出したフランス装の本だったという。狩久はそのために特別製の原稿用紙を注文したとのことだが、間もなく狩久は亡くなってしまったので事実上手つかずになったようである。『しあわせの書  迷探偵ヨギ ガンジーの心霊術』が完成した後、担当だった編集長に酒席でうっかりこのことをしゃべったために泡坂は『生者と死者 酩探偵ヨギ ガンジーの透視術』を執筆しなければならなくなったとのことである。

## 作品
2013年 (平成25年) に全集が刊行されているが、それ以前に文庫本などに収録された作品として以下のようなものがあげられる。
- 落石 (鮎川哲也・島田荘司責任編集『ミステリーの愉しみ 1』立風書房、1991年所収)
- 氷山
- 共犯者 (1954年発表)[2]
- すとりっぷと・まい・しん (1952年『別冊宝石』発表、新鋭コンクール3等入選)[1]
- 虎よ、虎よ、爛爛と ――101番目の密室 (二階堂黎人編『密室殺人大百科』下巻、原書房、2000年、所収)
- 見えない足跡 (鮎川哲也編『鯉沼家の悲劇：本格推理マガジン：特集・幻の名作』光文社、1998年、所収)
- らいふ&です・おぶ・Q&ナイン (『甦る「幻影城」 2』角川書店、1997年、所収)
- 山女魚 (ミステリー文学資料館編「探偵実話」傑作選〈光文社文庫〉、2003年、所収)
- 訣別 (ミステリー文学資料館編「密室」傑作選〈光文社文庫〉、2003年、所収)

## 著書
- 妖しい花粉（あまとりあ社、1958年）
- 不必要な犯罪（幻影城〈幻影城ノベルス〉、1976年）

## 選集
- 狩久探偵小説選（論創社〈論創ミステリ叢書〉、ISBN 978-4-8460-0913-7、2010年3月）[注 1]

## 全集
- 狩久全集 (全6巻) (皆進社、2013年)
  - 氷山 落石 ひまつぶし すとりっぷと・まい・しん 山女魚 佐渡冗話 毒杯 仮面 黒い花 擬態 恋囚 肖像画 幸運のハンカチーフ 亜耶子を救うために 訣別 見えない足跡 へんな夜 結婚の練習 共犯者 (第1巻〈ISBN 978-4-907214-01-2〉収録作品)
  - 炎を求めて 誕生日の贈物 鉄の扉 女よ眠れ 煙草幻想 ジュピター殺人事件 十二時間の恋人 悠子の海水着 煙草と女 紙幣束 なおみの幸運 石 記憶の中の女 或る実験 あけみ夫人の不機嫌 クリスマス・プレゼント ゆきずりの女 ぬうど・ふぉと物語 麻矢子の死 そして二人は死んだ 十年目 学者の足 麻耶子 花粉と毒薬 銀座四丁目午後二時三十分 黒衣夫人 呼ぶと逃げる犬 砂の上 蜜月の果実 白い犬 初稿版・麻矢子の死 (第2巻〈ISBN 978-4-907214-02-9〉収録作品)
  - 原稿魔 アミーバになった女 孤独 見知らぬ恋人 海から来た女 壁の中 赤いネクタイ 見えない狙撃者 窓から 写真を配る男 安息の果実 奇妙な夜 或る情死 悪魔の囁き 狙われた女 偸まれた一日 腕のある絨氈 不思議な椅子の物語 なまめかしい依頼者 脅迫記 完全な殺人計画 夜を偸む女 キッス・マークにご用心! ぬうど・だんさあ物語 その女を抱け 吸血の部屋 素人ラジオ探偵局・紛くなった切手 (第3巻〈ISBN 978-4-907214-03-6〉収録作品)
  - 女の身体を探せ 蜘蛛 女は金で飼え! 暗い寝台 鸚鵡は見ていた 墜ちる 暗い部屋の中で たんぽぽ物語 天の鞭 過去からの手紙 石 (昭和三十四年版) 水着の幽霊 覗かれた犯罪 雪の夜の訪問者 女妖の館 ぬうど・ふぃるむ物語 流木の女 邪魔者は殺せ すとりっぷ・すとおりい 別れるのはいや 墜ちた薔薇 (第4巻〈ISBN 978-4-907214-04-3〉収録作品)
  - 追放 虎よ、虎よ、爛爛と-- 不必要な犯罪 らいふ&です・おぶ・Q&ナイン (第5巻〈ISBN 978-4-907214-05-0〉収録作品)
  - 裸舞&裸婦於符真&贋 墓周 尺取虫の歌 逆転 火星人Q 日記 (第6巻〈ISBN 978-4-907214-06-7〉収録作品)

### 注
1. ↑  見えない足跡、呼ぶと逃げる犬、たんぽぽ物語、虎よ、虎よ、爛爛と、落石、氷山、ひまつぶし、すとりっぷと・まい・しん、山女魚、佐渡冗話、恋囚、訣別、共犯者、女神の下着 (評論・随筆) を収録